# Grini
Grini fue un campo de concentración nazi situado en Noruega. Fue creado el 2 de mayo de 1941 y cerrado en 1945. En él se registraron 2091 muertes.

## Historia

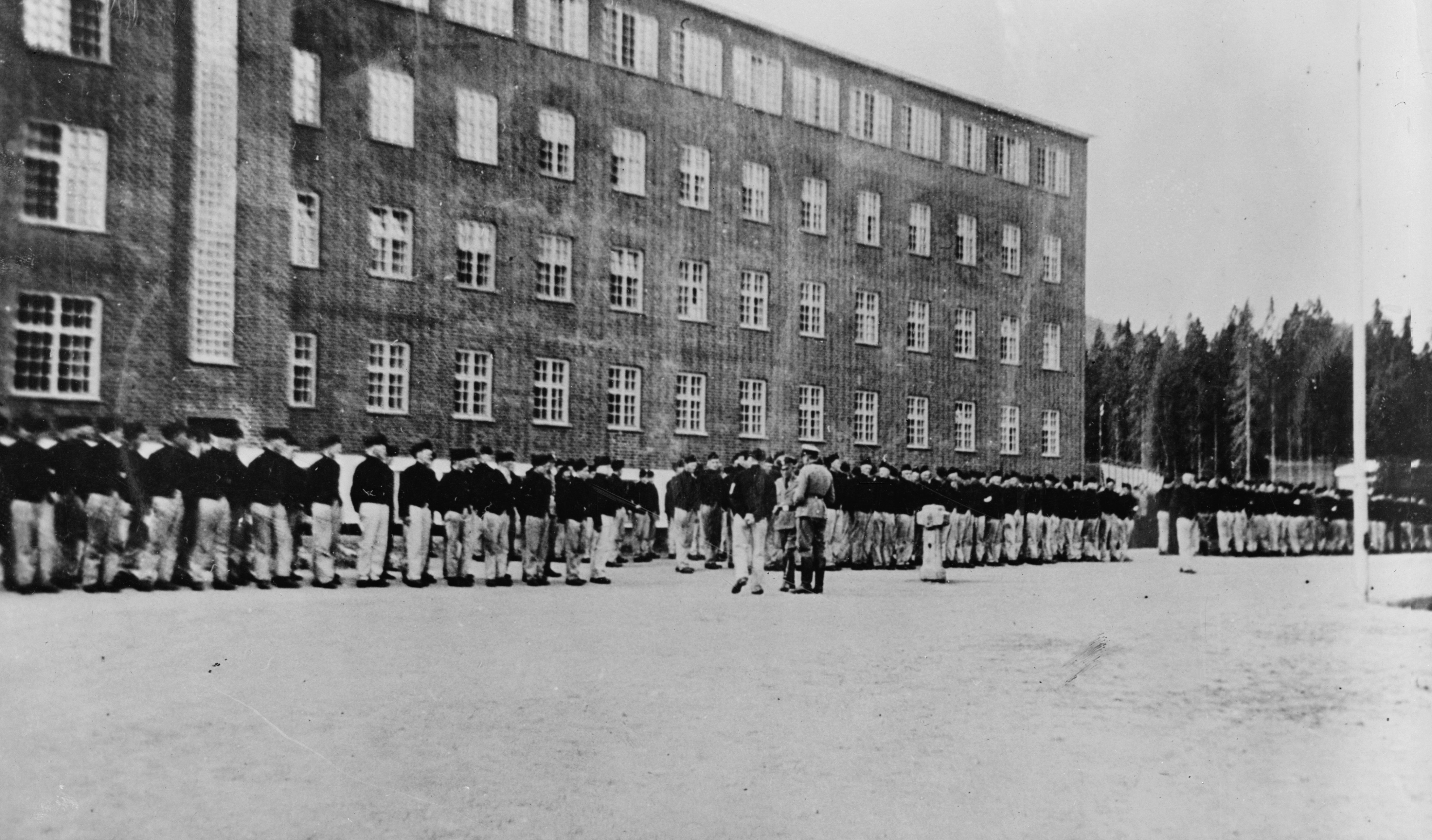
Grini a principios de 1940

Situado a las afueras de Oslo, en la zona de Bærum, fue levantado en 1939 siendo en un principio prisión de mujeres pero siendo posteriormente reconvertido en campo de concentración especializado en presos políticos noruegos. El primer prisionero que fue internado se llamaba Andreas Møll Hansen, un estudiante noruego. En total se supone que pasaron por Grini unos 20000 prisioneros aunque la capacidad nunca sobrepasó de 5000.
Según archivos de Grini murieron asesinados 2091 prisioneros bajo torturas de la Gestapo, aunque las ejecuciones étnicas se realizaban en Akershus festning. Después de la guerra, la prisión fue utilizada para los noruegos condenados por traición. Fue cerrada en 1950, y reabierta de nuevo en 1952 como prisión para presos comunes de condenas largas.

## Prisioneros notables
- Leopold Tyrmand: Escritor. columnista y editor polaco más tarde nacionalizado estadounidense. Notorio por su crítica a los regímenes soviéticos de su época.[1]